# Rio Florei (Prahova)
O Rio Florei é um rio da Romênia, afluente do Rio Prahova, localizado no distrito de Prahova.